# Nüsellstock
Der Nüsellstock (oder Neusellstock) ist ein 1478 m ü. M. hoher Berg in den Schwyzer Alpen zwischen dem Alptal im Osten und den Flussgebieten der Biber und der Steiner Aa im Westen.

## Geografie
Der gegen Norden steil abfallende Berg ist der letzte hohe Bergstock in der Kette, die sich vom Hochstuckli (1566 m ü. M.) oberhalb von Seewen über fünf Kilometer gegen Norden hinzieht und einen schmalen Grat zwischen dem oberen Alptal im Osten und den  Quellgebieten der Steiner Aa und der Biber bildet. Im weiteren Verlauf gegen Norden bis zur Samstageren (1379 m ü. M.) hat die Bergkette eine deutlich geringere Höhe.
Über den Gipfel des Nüsellstocks verläuft die Gemeindegrenze zwischen Rothenthurm und Alpthal.
Am nordwestlichen Berghang entspringt die Biber, und im gewässerreichen Berggebiet beginnen auch die Läufe einiger Nebenbäche dieses Flusses, zum Beispiel der Schläukbach, der Schwändelibach und der Schorenbach; den Osthang entwässern der Eigenbach und der Hürlisbach, die Zuflüsse der Alp sind.
Über die Bergkette Hochstuckli-Nüsellstock-Samstageren führt ein Wanderweg. Südwestlich des Berges liegen der Alpbetrieb Neusell, das gleichnamige Berggasthaus und das Skigebiet Neusell.
Das Gebiet des Nüsellstocks ist gemäss der vom Kanton Schwyz bestimmten Landschaftstypologie charakterisiert als eine «moorige Mosaiklandschaft», die durch den Kontrast von Wald- und Offenlandflächen geprägt ist und stellenweise Moorböden aufweist. Geologisch liegt der Nüsellstock am Rand einer Aufschiebungszone vom Flyschschichten auf die darunter liegende subalpine Molasse.